# Punkt amunicyjny
Punkt amunicyjny – miejsce gromadzenia i wydawania amunicji stanowiącej zapasy pododdziału (oddziału) konieczne do działań bojowych. Zapasy te mogą być rozmieszczone na środkach transportowych lub na ziemi. W punkcie amunicyjnym również ładuje się taśmy i magazynki, gromadzi łuski i opakowania, a także gromadzi amunicję podlegającą ewakuacji (uszkodzoną, zdobyczną, porzuconą). Zależnie od szczebla organizacyjnego wyróżnia się: dywizyjny p.a. (DPA), pułkowy p.a. (PPA), batalionowy p.a. (bpa), dywizjonowy (dpa) i kompanijny p. a. (kpa).
Punkt amunicyjny odgrywać również może określoną rolę w systemie ewakuacyjnym. Do niego dostarcza się uzbrojenie i wyposażenie indywidualne własne i zdobyczne, puste opakowania i łuski oraz broń i środki bojowe. W drodze powrotnej opóźniony transport  może ewakuować np. lżej rannych i chorych.